# Crytea
Crytea är ett släkte av steklar. Crytea ingår i familjen brokparasitsteklar.

## Dottertaxa tillCrytea, i alfabetisk ordning[1]
- Crytea alba
- Crytea albicalcea
- Crytea albifrons
- Crytea albitrochanterata
- Crytea aliena
- Crytea bigilvata
- Crytea brevistriata
- Crytea cavillosa
- Crytea cedrorum
- Crytea ceta
- Crytea cognata
- Crytea deformis
- Crytea deutera
- Crytea dubia
- Crytea erythraea
- Crytea frequentior
- Crytea frontalis
- Crytea fuscomaculata
- Crytea gabelincola
- Crytea gilvicornis
- Crytea graciliventer
- Crytea guineana
- Crytea hemerythraea
- Crytea immaculaticeps
- Crytea leucotrochus
- Crytea lissogena
- Crytea mbeyana
- Crytea melanothorax
- Crytea meruensis
- Crytea mesomelas
- Crytea mesoxantha
- Crytea nairobiensis
- Crytea novanana
- Crytea nyassae
- Crytea phorcys
- Crytea plagiceps
- Crytea proletes
- Crytea pumilio
- Crytea quadrigilvata
- Crytea sanguinator
- Crytea sublunifer
- Crytea superbula
- Crytea townesi
- Crytea tricolor
- Crytea tricolorata
- Crytea tsitsikamae
- Crytea varicornis